# Jay Adams
Jay Adams (Venice, 3 de fevereiro de 1961 — Puerto Escondido, 14 de agosto de 2014) foi um skatista americano. Foi um dos integrantes do grupo original dos Z-Boys e é considerado um dos mais influentes skatistas de todos os tempos.

## Biografia
Nascido na Califórnia, quando adolescente em meados da década de 1970, era membro da Zephyr Skateboading Team e Zephyr Surf Team junto com Tony Alva e Stacy Peralta, outros dois grandes nomes para o esporte. Considerado como a fagulha do skate influenciou muito na maneira de como o esporte é hoje.
Adams, junto com seus amigos Tony Alva (que mais tarde viria criar a Alva Skates) e Stacy Peralta (que descobriu o talento de um garoto com doze anos de idade chamado Tony Hawk), descobriram o skate vertical durante uma seca que obrigou todos os moradores da Califórnia a secarem suas piscinas por causa do racionamento. Foi casado com Alisha Adams com quem teve uma filha, Venice.
Dois filmes que retratam a história dos Z-Boys foram The Lords of Dogtown e Dogtown and Z-Boys.
Em 2012, Adams entrou para o Hall da Fama do Skate e foi homenageado pela IASC, a associação internacional das companhias de skate.
Faleceu em 14 de agosto de 2014, vítima de um ataque cardíaco enquanto viajava pelo México, na primeira vez em 20 anos que lhe foi permitido sair dos Estados Unidos.